# حدث فائق الانتشار

مخطط الطابق التاسع لفندق متروبول في هونج كونج، يظهر المكان الذي حدث فيه انتشار واسع النطاق لمتلازمة الجهاز التنفسي الحادة الوخيمة (سارس) في عام 2003

الحدث الفائق الانتشار (اختصارًا SSEV) هو حدث ينتشر فيه مرض معدٍ أكثر من المعتاد، في حين يُعرف الكائن الحي المعدي غير المعتاد المصاب بمرض ما باسم الناشر الفائق(superspreader). إذن، و في سياق الأمراض التي تنقل عبر الإنسان، فإن الناشر الفائق للمرض هو الفرد الذي من المرجح أن يصيب الآخرين بالعدوى، مقارنة بشخص مصاب نموذجي. هذه العوامل المرضية المسببة للعدوى الفائقة تثير قلقًا خاصًا في علم الأوبئة نتيجة لذلك.
تتوافق بعض حالات الانتشار الفائق مع القاعدة الطبية80/20، حيث يكون فيها حوالي 20% من الأفراد المصابين مسؤولين عن 80% من حالات انتقال المرض، على الرغم من ذلك، يمكن القول بأن الانتشار الفائق يحدث عندما يشكل الناشرون الفائقون نسبة أعلى أو أقل من حالات الانتقال. في الأوبئة التي تشهد مثل هذه الأحداث فائقة الانتشار، فإن غالبية الأفراد يصيبون عددًا قليلًا نسبيًا من المخالطين الثانويين.[بحاجة لمصدر]</link> غالبًا ما يتم قياس الدرجة التي يساهم بها الانتشار الفائق في حدوث وباء ما من خلال مقياس t 20، و الذي يشير إلى نسبة الإصابات المنسوبة إلى نسبة 20% الأكثر عدوى بين السكان.
تشكل فيروسات الجهاز التنفسي السفلي من خلال عوامل متعددة تشمل؛ انخفاض المناعة الجماعية، و العدوى المكتسبة من المستشفيات، و حدة الجرثوم، و الحمل الفيروسي، و التشخيص الخاطئ، و ديناميكيات تدفق الهواء، و قمع المناعة، و العدوى المشتركة بمسببات أمراض أخرى.

## التعريف
رغم وجود تعريفات كثيرة فضفاضة لأحداث الانتشار الفائق، فقد بُذلت بعض الجهود لتحديد ما يعتبر كذلك فعليا. فحدد لويد سميث وآخرون (2005) بروتوكولًا لتحديد هذا الحدث على النحو التالي :
1. تقدير العدد التكاثري الفعال، R ، للمرض و السكان المعنيين؛
2. إنشاء توزيع بواسون بمتوسط R ، يمثل النطاق المتوقع لـ Z بسبب العشوائية دون اختلاف فردي؛
3. عرف SSEV بأنه أي شخص مصاب يصيب أكثر من Z (n) من الآخرين ، حيث Z (n) هي النسبة المئوية n لتوزيع بواسون ( R ).

يعرّف هذا البروتوكول 99 من النسبة المئوية لSSEV على أنه حالة تسبب المزيد من العدوى مقارنة بما قد يحدث في 99٪ من الأحداث المعدية في مجموعة سكانية متجانسة. 
في الصين، أثناء تفشي فيروس سارس-كوف-1 في الفترة من 2002 إلى 2004، عرّف علماء الأوبئة الناقل الفائق للعدوى بأنه الفرد الذي لديه ثماني حالات انتقال للمرض على الأقل. 
قد يُظهر أو لا يُظهر حاملو العدوى الفائقة أي أعراض للمرض.  
يمكن تصنيف الأحداث الفائقة الانتشار إلى أحداث "مجتمعية" و"معزولة".  و من المعروف في علم الأوبئة أن الجنازات هي أحداث شائعة لنشر العدوى. على وجه الخصوص حيث تنطوي طقوس الجنازة على الاتصال بالمتوفى، قد يحدث انتقال جنائزي.  لذلك، اقترحت اللجنة الدولية للصليب الأحمر الممارسات المعروفة الآن باسم "الدفن الآمن و الكريم" أثناء وباء فيروس الإيبولا في غرب أفريقيا للحد من انتقال العدوى في الجنائز. 
في أبريل 2020، أفاد جوناثان كاي بخصوص جائحة كوفيد-19 التالي: 
| « | Putting aside hospitals, private residences and old-age homes, almost all of these superspreader events (SSEVs) took place in the context of (1) parties, (2) face-to-face professional networking events and meetings, (3) religious gatherings, (4) sports events, (5) meat-processing facilities, (6) ships at sea, (7) singing groups, and, yes, (8) funerals. | » |

## عوامل انتقال العدوى

كيف تنتشر العدوى في المجتمع الذي يضم أفرادًا محصنين وغير محصنين.

تم التعرف على الاشخاص الفائقي النشر و الذين يفرزون عددًا أكبر من المعتاد من مسببات الأمراض أثناء فترة العدوى. مما يتسبب في تعرض مخالطيهم لأحمال فيروسية/بكتيرية أعلى مما قد نراه في مخالطي المصابين غير الفائقي النشر و الذين ينشرون العدوى بنفس مدة التعرض.

### الرقم التكاثري الأساسي
رقم التكاثر الأساسي R 0 هو متوسط عدد الإصابات الثانوية التي يسببها شخص مصاب نموذجي في مجموعة سكانية معرضة تمامًا للإصابة.  يتم التوصل إلى هذا الرقم عن طريق ضرب متوسط عدد المخالطين في متوسط احتمالية إصابة الفرد القابل للإصابة، و الذي يسمى بإمكانية التخلص من العدوى. 
R0 = Number of contacts × Shedding potential

### الرقم التكاثري الفردي
يمثل الرقم التكاثري الفردي عدد الإصابات الثانوية التي يسببها فرد معين خلال الوقت الذي يكون فيه هذا الفرد معديًا. لوحظ أنه لدى بعض الأفراد أرقام تكاثر فردية أعلى بكثير من المتوسط و يُعرفون باسم الناشرين الفائقين. من خلال تتبع المخالطين ، حيث حدد علماء الأوبئة ناشرين فائقين للعدوى في الحصبة و السل و الحصبة الألمانية و جدري القرود و الجدري و حمى الإيبولا النزفية و السارس .  

### العدوى المشتركة مع مسببات الأمراض الأخرى
مع مرض آخر على الأقل ينتقل عن طريق الاتصال الجنسي ، مثل السيل ان ، والتهاب الكبد الوبائي سي ، وفيروس الهربس البسيط من النوع 2 ، لديهم معدل أعلى للتخلص من فير اس نقص المناعة البشرية من ا لرجال الذين لا يعانون من عدوى مشتركة. تم مجرد اكتمال تناثراالفيروسي لعدوى المشتركة، يعود معدل التخلص من فيروس نقص المناعة البشرية إلى مستويات مماثلة للرجال غير المصابين بالعدوى المشتركة.  

### عدم وجود مناعة القطيع
المناعة الجماعية، أو تأثير القطيع، تشير إلى الحماية غير المباشرة التي يوفرها أعضاء المجتمع المحصنون للأعضاء غير المحصنين في منع انتشار الأمراض المعدية. كلما زاد عدد الأفراد المحصنين، قل احتمال حدوث تفشي المرض لأن نسبة المخالطين المعرضين للإصابة أصبحت أقل . في علم الأوبئة، تُعرف مناعة القطيع بأنها حدث تابع لأنها تؤثر على انتقال المرض بمرور الوقت. فمع انتقال العامل الممرض الذي يمنح المناعة للناجين عبر مجموعة سكانية معرضة للإصابة، ينخفض عدد المخالطين المعرضين للإصابة. حتى لو بقي الأفراد المعرضون للإصابة، فمن المرجح أن يتم تحصين مخالطيهم، مما يؤدي إلى منع أي انتشار آخر للعدوى.  إن نسبة الأفراد المحصنين في عدد سكاني معين، والذين قد لا يستمر المرض عندهم بعد ذلك، هي عتبة مناعة القطيع . و تختلف قيمتها حسب شدة المرض و فعالية اللقاح و معلمة الاتصال بالسكان.  مما يعني أنه لا يمكن أن يحدث تفشي للمرض، لكنه سيكون محدودًا.   

## ناشرون فائقون للعدوى أثناء تفشي الأوبئة

### جائحة كوفيد-19: 2020 حتى الآن
العوامل الثلاثة التي تساهم في انتشار حالات كوفيد-19 على نطاق واسع هي بالتحديد: الأماكن المغلقة ذات التهوية السيئة، والحشود، و أماكن الاتصال الوثيق.
ارتفع معدل انتشار الحالات المؤكدة للإصابة بفيروس SARS-CoV-2 في كوريا الجنوبية بشكل مفاجئ بدءًا من 19 إلى 20 فبراير 2020. حيث في 19 فبراير، ارتفع عدد الحالات المؤكدة ب 20 حالة. في 20 فبراير، تم تأكيد 58  أو 70 حالة جديدة، بإجمالي 104 حالة مؤكدة، وفقًا لمراكز السيطرة على الأمراض والوقاية منها في كوريا (KCDC). و بحسب وكالة رويترز ، عزا مركز السيطرة على الأمراض والوقاية منها الارتفاع المفاجئ في حالات الإصابة إلى 70 حالة مرتبطة بـ "المريض رقم 31"، الذي شارك في تجمع في دايجو في كنيسة شينتشونجي ليسوع معبد خيمة الشهادة . في 20 فبراير، أصبحت شوارع دايجو خالية ردًا على تفشي مرض شينتشونجي. وصف أحد السكان رد الفعل قائلاً "يبدو الأمر و كأن أحدهم أسقط قنبلة في وسط المدينة. يبدو الأمر و كأنه نهاية العالم بسبب الزومبي". في 21 فبراير، تم الإبلاغ عن أول حالة وفاة.  و بحسب رئيس بلدية دايجو، بلغ عدد الحالات المشتبه بها حتى 21 فبراير 544 من بين 4400 من أتباع الكنيسة الذين تم فحصهم.  و في وقت لاحق من تفشي المرض، في شهر مايو/أيار، قام رجل يبلغ من العمر 29 عامًا بزيارة العديد من النوادي الليلية في سيول في ليلة واحدة، مما أدى إلى ارتفاع العدوى لما لا يقل عن 79 شخصًا آخر. 
في الفترة ما بين 27 فبراير و1 مارس، أدت فعالية لجماعة التبليغ في المسجد الجامك في سيري بيتالينغ في كوالالمبور ، ماليزيا، حضرها حوالي 16000 شخص إلى تفشي المرض على نطاق واسع في جميع أنحاء البلاد. و بحلول 16 ماي ارتبطت 3348 حالة إصابة بفيروس كوفيد-19 - أي 48% من إجمالي حالات الإصابة في ماليزيا في ذلك الوقت - بالحدث، و مع زيارة ما يقرب من 10% من الحضور من الخارج، أدى الحدث إلى انتشار الفيروس في جميع أنحاء جنوب شرق آسيا. حيث تم نسب سبب الحالات في كل كمبوديا وإندونيسيا و الفيتنام و بروناي و الفلبين و تايلاند إلى تجمع ذلك المسجد.  
في نيويورك ، أصيب محامٍ بالمرض ثم نشره إلى ما لا يقل عن عشرين فردًا آخرين في مجتمعه في نيو روشيل ، مما أدى إلى إنشاء مجموعة من الحالات التي تجاوزت 100 حالة بسرعة،  و هو ما يعتبر أكثر من نصف حالات فيروس كورونا المستجد في الولاية خلال أوائل مارس 2020.  للمقارنة، فإن معدل التكاثر الأساسي للفيروس، و هو متوسط عدد الأشخاص الإضافيين الذين ستصيبهم حالة واحدة دون أي تدابير وقائية، يتراوح بين 1.4 و3.9.  
في ولاية البنجاب . وكشفت الاختبارات أنه أصاب 26 من السكان المحليين، بما في ذلك 19 من أقاربه، ف أ حين اكتشف التتبع أنه كان على اتصال مباشر بأكثر من 550 شًوفًا من تفشي المرض ك فرضت الحكومة الهندية حجرًا صحيًا محليًا في 27 مارس 2020، مما أثر على 40من بين 550 شخصا كان على اتصال مباشر معهم نغ تجاهل أوامر الحجر الصحي الذاتي، وتعاونت الشرطة مع المغني سيدو موس والا لإصدار فيديو موسيقي راب يلقي باللوم على الرجل الم يت في جلب الفيروس إلى البنجاب. لكن زملاء بالديف سينغ المسافرين أصروا ع لى أنه لم يتم إصدار مثل هذا الأمر، مما أدى إلى اتهامات بأن السلطات المحلية استخدمته كبش فداء لتجنب التدقيق في إخفاقاتها.  
كان اجتماع ديني لجماعة التبليغ في مسجد مركز نظام الدين في دلهي في أوائل مارس 2020 حدثًا فائق الانتشار لفيروس كورونا، حيث أكدت أكثر من 4000 حالة و ما لا يقل عن 27 حالة وفاة في جميع أنحاء البلاد. ربما حضر الاجتماع أكثر من 9000 مبشر، و كان أغلبهم من مختلف ولايات الهند، و960 مشاركًا من 40 دولة أجنبية. في 18 أبريل، بلغ عدد حالات الإصابة المؤكدة بمرض كوفيد-19 المرتبطة بهذا الحدث، و التي أعلنتها وزارة الصحة الاتحادية، 4291 حالة، وهو ما يمثل ثلث إجمالي الحالات المؤكدة في الهند. نتيجة لذلك، تم عزل حوالي 40 ألف شخص، بما في ذلك أعضاء جماعة التبليغ و مخالطيهم، في جميع أنحاء البلاد.[بحاجة لمصدر]</link>
اعتبارًا من 18 يوليو 2020، تم تسجيل أكثر من 1000حالة انتشار مشتبه بها، مثلا مجموعة من 187 شخصًا أصيبوا بالعدوى بعد تناول الطعام في مطعم Harper's Restaurant and Brew Pub في إيست لانسينغ بولاية ميشيغان. 
في 26 سبتمبر 2020، أعلن الرئيس دونالد ترامب عن مرشحته لمنصب قاضية المحكمة العليا، إيمي كوني باريت . و ذلك في حديقة الورود بالبيت الأبيض ، حيث حظر لمشاهده نحو 30 شخصا. و منذ ذلك الحين، أُطلق على المناسبة حدث تفشي المرض إسم حدث "الانتشار الفائق". لأنه بعد أقل من أسبوع من الحدث، تم تشخيص إصابة ترامب نفسه بفيروس SARS-CoV-2، بالإضافة إلى آخرين حضروا المناسبة.  و بحلول السابع من أكتوبر، كشفت مذكرة الوكالة الفيدرالية لإدارة الطوارئ أن 34 من موظفي البيت الأبيض و مدبرات المنزل و غيرهم من جهات الاتصال أصيبوا بالفيروس أيضا. 
قال خبراء الصحة العامة إن هجوم مبنى الكابيتول الأمريكي عام 2021 كان حدثًا محتملًا لانتشار فيروس كوفيد-19.  حيث كان عدد قليل من أفراد الحشد يرتدون أقنعة الوجه ، و العديد منهم قادمين من خارج المدينة، و تم اعتقال العديد منهم على الفور و تحديد هوياتهم. 
في 30 يوليو 2021، تبين أن رجلاً بيروفيًا، مقيمًا في قرطبة، الأرجنتين ، أحضر متحور دلتا من كوفيد-19 بعد سفره إلى إسبانيا، لكنه لم يخضع للحجر الصحي، مما أدى إلى إصابة 17 من أقاربه و وضع أكثر من 800 شخص آخر في الحجر الصحي. لذلك، تم القبض عليه و ثلاثة أشخاص آخرين بتهمة نشر المرض.  وبعد 24 يومًا، توفي الرجل البيروفي بسبب الالتهاب الرئوي الحاد، ليكون أول حالة وفاة بسبب المتحور دلتا في إسبانيا. 
في 26 نوفمبر 2021، أقامت Scatec ASA ، و هي شركة نرويجية متخصصة في أنظمة الطاقة المتجددة ، حفلة عيد الميلاد في أوسلو ، النرويج ، حضرها 120 شخصًا، تم تطعيمهم جميعًا بشكل كامل ضد كوفيد-19 و اختبارهم سلبيًا لكوفيد-19 قبل إقامة الحفل. وكان أحد الأشخاص الذين حضروا الحفل قد عاد مؤخرًا من جنوب إفريقيا ، مركز تفشي متغير اومكرون ، التي تمتلك فيها الشركة مشروعًا للألواح الشمسية . ليتبين لاحقًا أنه كان مصابًا بنسخة أوميكرون. منذ ذلك الحين، ثبتت إصابة أكثر من نصف الحاضرين في الحفل بفيروس كوفيد-19، و من بين هؤلاء الحاضرين، تم تأكيد إصابة 13 منهم على الأقل بالسلالة الجديدة.   
في 3 أبريل 2022، أدى عشاء جريديرون في واشنطن العاصمة إلى إصابة ما لا يقل عن 67 شخصًا بفيروس كوفيد-19، بما في ذلك ثلاثة أعضاء من مجلس وزراء جو بايدن: ميريك جارلاند وجينا رايموندو و توم فيلساك . 

### تفشي مرض السارس: 2003
ظهرت الحالات الأولى من مرض السارس في منتصف نوفمبر 2002 في مقاطعة قوانغدونغ الصينية. و تلا ذلك تفشي المرض في هونغ كونغ في فبراير 2003. وكان طبيب من المقاطعة يدعى ليو جيانلون، الذي عالج حالات السارس هناك، قد أصيب بالفيروس و ظهرت عليه الأعراض. وعلى الرغم من ذلك، سافر إلى هونج كونج لحضور حفل زفاف عائلي. أقام في الطابق التاسع من فندق متروبول في كولون ، مما أدى إلى إصابة 16 آخرين من نزلاء الفندق الذين كانوا يقيمون أيضًا في ذلك الطابق. ثم رحلوا بعد ذلك إلى كل كندا و سنغافورة و تايوان و الفيتنام ، و نشروا المرض هناك ليصبح وباء عالميا. 
و في حالة أخرى خلال نفس التفشي، أدخل رجل يبلغ من العمر 54 عامًا إلى المستشفى مصابًا بأمراض القلب التاجية و الفشل الكلوي المزمن و مرض السكري من النوع الثاني. و كان على اتصال بمريض مصاب بمرض السارس. و بعد وقت قصير من دخوله المستشفى أصيب بالحمى والسعال و آلام العضلات و التهاب الحلق. اشتبه الطبيب المعالج في الإصابة بالسارس. فأمر بنقله إلى مستشفى آخر لتلقي العلاج من مرض الشريان التاجي. ولكن أثناء وجوده هناك، أصبحت أعراض مرض السارس لديه أكثر وضوحًا. وبعدهاو، اكتُشف أنه نقل مرض السارس إلى 33 مريضًا آخر في يومين فقط. ثم تم نقله مرة أخرى إلى المستشفى الأول الأصلي حيث توفي بسبب السارس.[بحاجة لمصدر]</link>
في تأملاته بعد الوفاة، تكهن الطبيب بأن "التفسيرات المحتملة لزيادة قدرة الناقلين الفائقين على العدوى تشمل عدم التنفيذ المبكر لاحتياطات مكافحة العدوى، أو زيادة حمولة فيروس السارس، أو كميات أكبر من إفرازات الجهاز التنفسي. 
في نهاية المطاف تم السيطرة على تفشي مرض السارس، و لكن ليس قبل أن يتسبب في 8273 حالة إصابة و775 حالة وفاة. و رغم ذلك و في غضون أسبوعين من تفشي المرض الأصلي في مقاطعة قوانغدونغ، كان المرض قد انتشر إلى 29 دولة . 

### تفشي مرض الحصبة: 1989

معدلات التطعيم ضد الحصبة في جميع أنحاء العالم في عام 2010

الحصبة فيروس شديد العدوى ينتقل عن طريق الهواء ويعاود الظهور حتى بين السكان الذين تلقوا التطعيم. في إحدى المدن الفنلندية عام 1989، أدى تفشي المرض في إحدى المدارس إلى إصابة 51 حالة، و كان العديد منهم قد تم تطعيمهم من قبل. و قد أصاب طفل واحد 22 آخرين. و لوحظ أثناء هذا التفشي أنه عندما كان الأشقاء الذين تم تطعيمهم يتشاركون غرفة نوم مع شقيق مصاب، أصيب سبعة من كل تسعة بالعدوى أيضًا 

### حمى التيفوئيد
حمى التيفوئيد هو مرض يصيب الإنسان بسبب بكتيريا السالمونيلا التيفية . إنه شديد العدوى و يصبح مقاومًا للمضادات الحيوية.  تعتبر السالمونيلا التيفية عرضة لإنشاء حاملين بدون أعراض . الحاملون الأكثر شهرة هم ماري مالون ، المعروفة باسم ماري تيفوئيد، من مدينة نيويورك، و السيد ن. ذا ميلكر، من فولكستون، إنجلترا.  و كان كلاهما نشطين في نفس الوقت تقريبًا. أصاب مالون 51 شخصًا في الفترة من 1902 إلى 1909. لقد أصاب السيد ن. أكثر من 200 شخص على مدى 14 عامًا من عام 1901 إلى عام 1915. بطلب من المسؤولين الصحيين، تخلى السيد ن. عن عمله في مجال خدمة الأغذية. كانت مالون في البداية مطيعة أيضًا، و اختارت عملًا آخر - و لكنها في النهاية عادت إلى الطهي و تسببت في المزيد من تفشي المرض. تم وضعها في الحجر الصحي بشكل غير طوعي في جزيرة براذرز في نيويورك، حيث بقيت حتى وفاتها في نوفمبر 1938، عن عمر يناهز 69 عامًا 
لقد وجد أن السالمونيلا التيفية تستمر في الخلايا البلعمية المصابة بالفئران و التي انتقلت من حالة التهابية إلى حالة غير التهابية. حيث تظل البكتيريا و تتكاثر كذلك دون إظهار أعراض أخرى لدى الفئران، مما يفسر سبب عدم ظهور أعراض على الحاملين.    

## روابط خارجية
- منظمة الصحة العالمية (WHO) - المصدر الموثوق للمعلومات حول القضايا الصحية العالمية
- الأوبئة السابقة التي اجتاحت أوروبا في هيئة الإذاعة البريطانية
- مراحل جائحة الأنفلونزا في مركز السيطرة على الأمراض والوقاية منها في الولايات المتحدة
- المركز الأوروبي للوقاية من الأمراض ومكافحتها
- فيديو TED التعليمي – كيف تنتشر الأوبئة